# Edwin Cerrillo
Edwin Javier Cerrillo (ur. 3 października 2000 w Waco) – amerykański piłkarz pochodzenia meksykańskiego występujący na pozycji defensywnego pomocnika, od 2023 roku zawodnik Los Angeles Galaxy.